# جيمي بيري
جيمي بيري (بالإنجليزية: Jimmy Perry)‏ (و. 1923 – 2016 م) هو كاتب سيناريو، وممثل، وممثل أفلام، وملحن من المملكة المتحدة، والمملكة المتحدة لبريطانيا العظمى وأيرلندا، توفي في لندن، عن عمر يناهز 93 عاماً.

## التعليم
تعلم في الأكاديمية الملكية للفنون المسرحية، في تخصص تمثيل (حتى 1949)
.

## أعمال بارزة
من أهم أعماله:
- جيش الآباء.

## الخدمة العسكرية
خدم في الجيش البريطاني.

## جوائز
حصل على جوائز منها:

نيشان الامبراطورية البريطانية من رتبة ضابط

## وصلات خارجية
- جيمي بيري على موقع IMDb (الإنجليزية)
- جيمي بيري على موقع روتن توميتوز (الإنجليزية)
- جيمي بيري على موقع ميوزك برينز (الإنجليزية)
- جيمي بيري على موقع ديسكوغز (الإنجليزية)
- جيمي بيري على موقع قاعدة بيانات الفيلم (الإنجليزية)

- جيمي بيري في قاعدة بيانات الأفلام على الإنترنت